# Debora Caprioglio
Debora Caprioglio, (Mestre, 3 de maio de 1968) é uma atriz Italiana popular por ter começado a trabalhar com o diretor Tinto Brass.

## Biografia
Nascida em Mestre (Grande Veneza) em 3 de maio de 1968, com 18 anos chegou finalista no Concurso Un volto per il cinema (Um rosto pelo cinema) e começou trabalhar com Klaus Kinski, com quem casou em 1987: Grandi cacciatori (1988), de Augusto Caminito, e Kinski Paganini (1989).
Começou ser conhecida em 1991 com o filme de Tinto Brass Paprika, em que faz o papel de uma prostituta que trabalha num bordel. O filme fala também da famosa Lei Merlin, do 1958, que proibiu esta atividade e fechou as casas de toleráncia.
Depois de Albergo Roma (1996), dedica-se completamente ao teatro e à TV.

### Televisão
- La maschera del demonio (1989) Film TV
- Addio e ritorno (1995) Film TV
- Sansão e Dalila (1996) Film TV
- La quindicesima epistola (1998) Film TV
- Non lasciamoci più (1999) Serie TV
- Non lasciamoci più 2 (2001) Miniserie TV
- Un maresciallo in gondola (2002) Film TV
- Posso chiamarti amore? (2004) Film TV
- Provaci ancora prof! (4 episódios, 2005)
- Ricomincio da me (2005) Minisérie TV
- Crimini (1 episódio, 2007)

### Cinema
- Grandi cacciatori (1988)
- Kinski Paganini (1989)
- Paprika (1991)
- Saint Tropez - Saint Tropez (1992)
- Spiando Marina]] (1992)
- Con gli occhi chiusi (1994)
- Storia d'amore con i crampi (1995)
- Albergo Roma (1996)
- Ripopolare la reggia (2007)

## Outras imagens

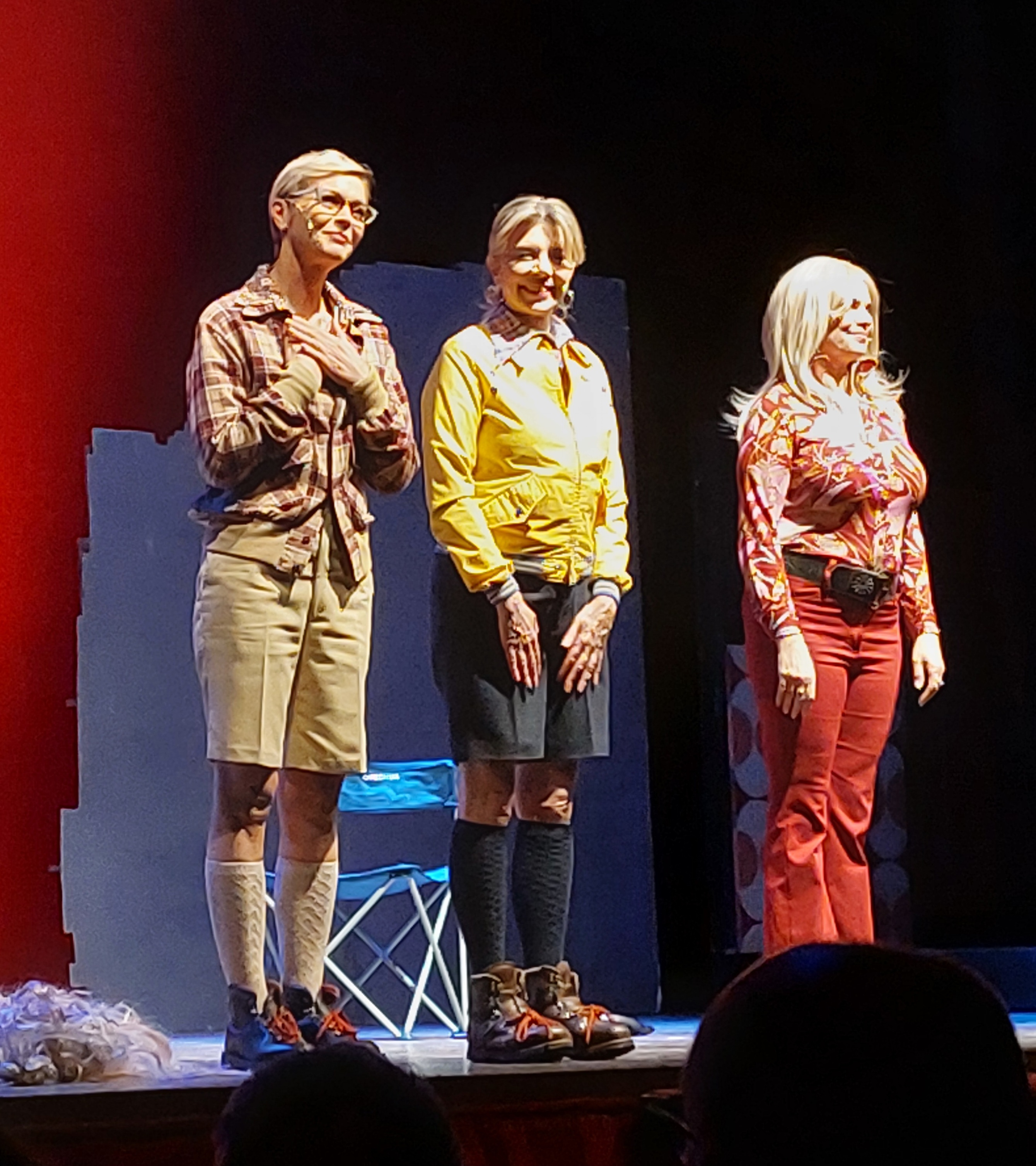
Vittoria Belvedere, Benedicta Boccoli e Debora Caprioglio Donne in pericolo, Teatro San Domenico, Crema, 1 dezembro de 2024.